# ユ・メ・ノ・チ・カ・ラ
『ユ・メ・ノ・チ・カ・ラ』は、小森まなみの3作目のベストアルバムである。2004年7月22日、スターチャイルドより発売された。

## 解説
- 小森の20周年を記念して製作されたベストアルバム。
- 「それは いつか 咲く日のために」は今作の為に書き下ろされた楽曲。
- スターチャイルドからリリースされた最後のアルバムとなる。
- 高橋直純とのユニットAsRの楽曲も、そのままの音源で収録されている。

## 収録曲
1. Seed Leaf
  - 作曲・編曲：丸尾めぐみ
2. あした元気になあれ（AsR Special Edition）
  - 作詞：小森まなみ、作曲：高橋直純、編曲：飯塚昌明
3. Life〜上をむいて歩こう〜
  - 作詞：小森まなみ、作曲・編曲：池間史規
  - 通販限定で発売されたマキシシングル
4. きゅんきゅんのパワー
  - 作詞：小森まなみ、作曲・編曲：藤木哲
  - XBOX用ゲーム 『C.A.T〜サイバーアタックチーム〜』オープニングテーマ
5. Little Courage〜うちへおいでよ〜
  - 作詞：小森まなみ、作曲：岡崎律子、編曲：丸尾めぐみ
6. ひまわり
  - 作詞：小森まなみ、作曲・編曲：池間史規
  - ラジオ「mamiのRADIかるコミュニケーション」エンディングテーマ
  - シングル『ぽっぷな勇気（劇場版「映画 おジャ魔女どれみ♯」主題歌）』カップリング曲
  - アルバム『Citrus Monsoon』収録曲
7. 青空-L号
  - 作詞：小森まなみ、作曲：山口憲一、編曲：堀隆
8. HAPPY RIDER
  - 作詞：小森まなみ、作曲：池間史規、編曲：大森俊之
  - テレビアニメ『21世紀まんがはじめて物語』オープニングテーマ
9. Windy Swallow
  - 作詞：小森まなみ、作曲・編曲：手島いさむ
10. 夏色の翼
  - 作詞：小森まなみ、作曲：高橋直純、編曲：池間史規
  - ラジオ「小森まなみのPop'n!パジャマRV」エンディングテーマ
11. HOLY EYES〜君の夢は僕の夢〜（Courage Ver.）
  - 作詞：小森まなみ、作曲：岡崎律子、編曲：池間史規
12. 夢のうぶ声
  - 作詞：小森まなみ、作曲：丸尾めぐみ、編曲：大森俊之
  - ラジオ「小森まなみのPop'n!パジャマEYE」エンディングテーマ
  - テレビアニメ『21世紀まんがはじめて物語』エンディングテーマ（2001年）
13. YELLを君に!
  - 作詞：小森まなみ、作曲・編曲：池間史規
  - ラジオ「小森まなみのYELLを君に!」オープニングテーマ
14. Fight!〜最後の天使〜
  - 作詞：小森まなみ、作曲・編曲：池間史規
  - PlayStation用ゲーム『3×3 EYES〜吸精公主〜』オープニングテーマ
15. それは いつか 咲く日のために
  - 作詞：小森まなみ、作曲・編曲：藤木哲
16. 青空のパッセージ
  - 作詞：小森まなみ、作曲：岡崎律子、編曲：藤木哲
  - シングル「Life〜上をむいて歩こう〜」カップリング曲
17. Presage
  - 作詞：小森まなみ、作曲：岡崎律子、編曲：京田誠一
  - ラジオ「mamiのRADIかるコミュニケーション」エンディングテーマ